# 강해관
강해관(중국어: 江海关大楼)은 중화인민공화국 상하이 와이탄에 위치한 7층짜리 건축물로 1927년에 건축되어 지금까지 세관으로 사용되고 있다. 옆에 있는 HSBC 건물과 함께 상하이 와이탄을 상징하는 건물이다.

## 건물 특징
현재 세관의 터는 5722m2 의 면적이다. 건물은 두 구역으로 나뉘며, 동쪽 구역은 여덟 층으로 황포강에 위치한 시계탑이 특징이다. 시계탑 부분은 11층이며 높이는 90m이다. 서쪽 구역은 5층으로 사천로에 접해있다. 건물은 철근 방식이 채용되었고, 뚜렷한 그리스풍의 신고전주의 건축이다. 시계탑의 시계는 아시아에서 가장 큰 시계로 영국 웨스트민스터의 빅 벤을 본따 만들어졌다.